# Asplenium quezelii
Asplenium quezelii är en svartbräkenväxtart som beskrevs av Tard. Asplenium quezelii ingår i släktet Asplenium och familjen Aspleniaceae. Inga underarter finns listade.